# سیارک ۱۶۲۹
سیارک ۱۶۲۹ (به انگلیسی: 1629 Pecker، نامگذاری:1952DB) هزار و ششصد و بیست و نهمین سیارک کشف شده‌است که در ۲۸ فوریه ۱۹۵۲ و در الجزیره کشف شد.
قدر مطلق سیارک برابر ۱۲٫۶۰ است.